# Die Sentimentale
Die Sentimentale ist ein Gemälde des Genremalers Johann Peter Hasenclever, das die romantische und bisweilen gekünstelt wirkende Rührseligkeit seiner Zeitgenossen, insbesondere auch die einiger seiner Kollegen an der Düsseldorfer Malerschule, ironisch aufbereitet.

## Beschreibung und Deutung
Das Gemälde zeigt eine junge Frau in Rückenansicht, die verträumt und mit Tränen in den Augen aus dem Fenster in den nächtlichen Himmel blickt. Die Schulter ist entblößt, kaum bedeckt durch das locker gebundene dunkle Haar; das Gesicht ist im Melancholie-Gestus auf die Hand gestützt.
Auf dem Tisch hinter ihr und auf dem Fensterbrett liegt eine Sammlung symbolisch aufgeladener Objekte und Schriften: Ein Blumenstrauß, der aufgrund der Dauer ihres Harrens schon halb verwelkt ist, und ein Liebesbrief an die „innigst geliebte Fanny“ nebst einem Medaillon mit dem Abbild des Mannes, der ihn verfasste – ein weiteres Bildnis des Husaren, dem die Sentimentale offenbar sehnsüchtig nachtrauert, hängt ihr gegenüber an der Wand. Goethes tragischer Briefroman Die Leiden des jungen Werthers und Heinrich Claurens triviale Liebeserzählung Mimili, verziert mit einer Rose, runden das Bild weiter ab. Eine Kerze ist die zweite Lichtquelle des Bildes neben dem Vollmond: Letzterer scheint der schmachtenden Liebenden ins Gesicht und spiegelt sich zugleich in den Wolken wie auch in den Wassern eines Sees, an dem ein einsamer Baum und, am gegenüberliegenden Ufer, eine noch einsamere Hütte steht.
Hasenclever persifliert damit nahezu sämtliche Klischees aus dem Fundus der gefühlsseligen Romantik des 18. und 19. Jahrhunderts in einem einzigen Bild. Der Verweis auf den Liebesepos Mimili insbesondere ist zugleich auch der auf dessen Verriss durch Wilhelm Hauff. Dessen 1826 erschienener Roman Der Mann im Mond, geschrieben in der Manier Heinrich Claurens und veröffentlicht unter dessen Namen, ist regelrecht als literarische Vorlage zu dem Gemälde anzusehen.

## Fassungen
Neben dem Exemplar im Museum Kunstpalast in Düsseldorf gibt es noch mindestens zwei weitere nahezu identische und gleichnamige eigenhändische Fassungen des Gemäldes, von denen sich eines im Haus Cleff in Hasenclevers Heimatort Remscheid und eines in Privatbesitz befindet. Das Motiv der sentimentalen, sehnsüchtig in den nächtlichen Himmel blickenden Frau hatte Hasenclever zuvor bereits in den Bildnissen Studie zur Schwärmerin und Münchner Bierkeller aufgegriffen.